# Carcere di Sighet

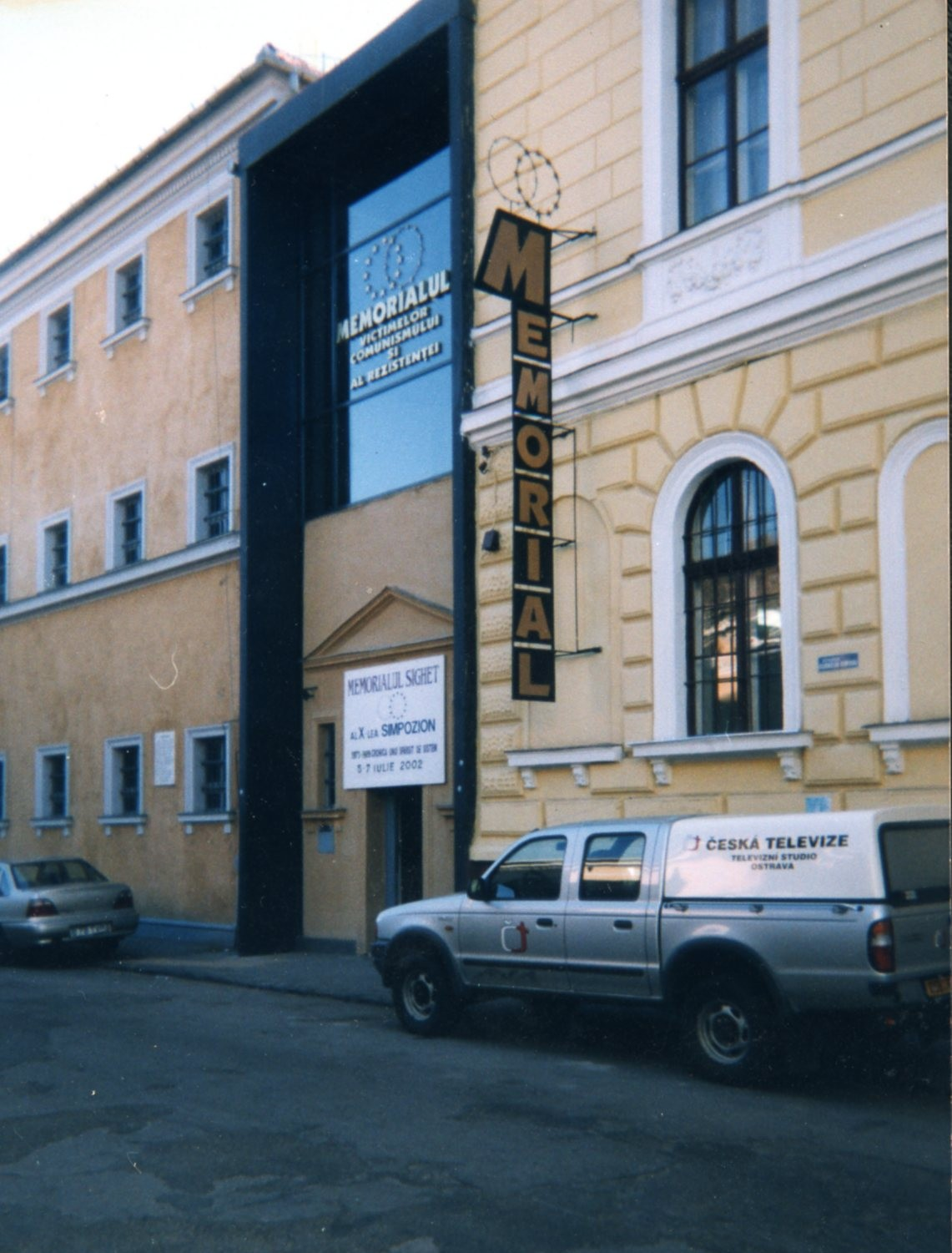
Museo memoriale di Sighet

La prigione di Sighet, situata nella città di Sighetu Marmației, nel distretto di Maramureș, venne utilizzata dalla Romania per detenere gli accusati di reati comuni, prigionieri di guerra e prigionieri politici. Ora è sede del Museo memoriale, sezione del Memoriale delle vittime del Comunismo e della Resistenza

## Storia

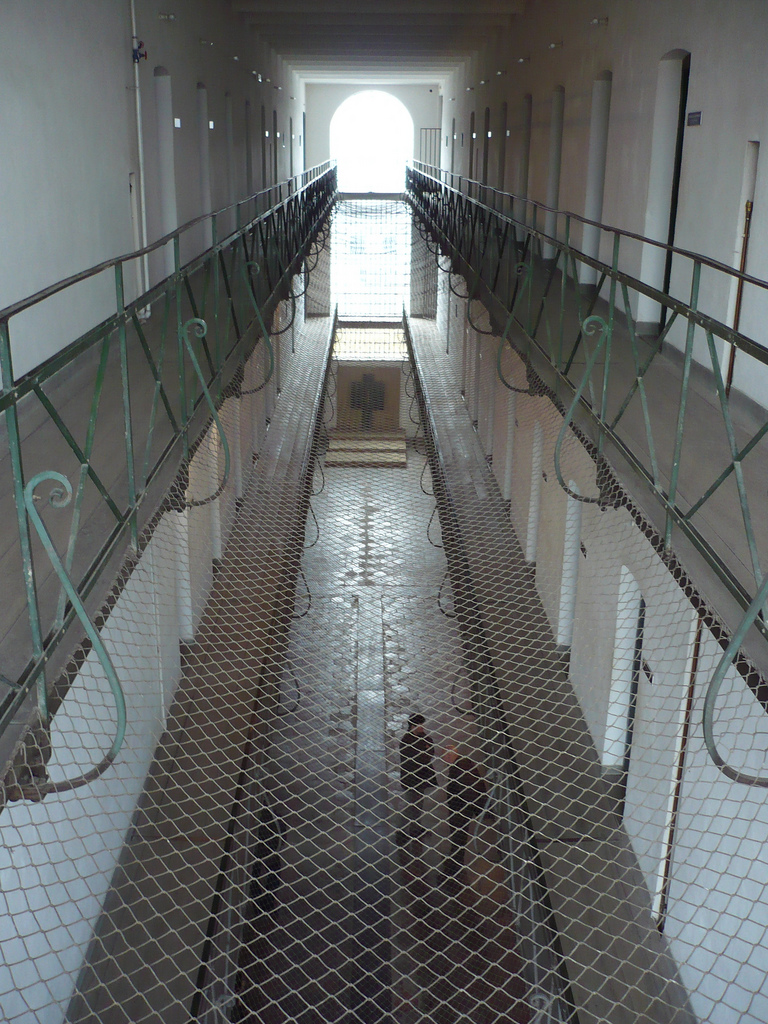
Museo memoriale di Sighet, interno con le porte delle celle

La prigione di Sighetu Marmaţiei (spesso chiamata semplicemente "Sighet") fu costruita nel 1897 come prigione per detenuti accusati di reati comuni, quando l'area faceva parte dell'impero austro-ungarico.
Dopo il 1945, alla fine della seconda guerra mondiale, Sighet accolse i prigionieri di guerra rumeni deportati nell'Unione Sovietica che si erano rimpatriati.
Ad agosto del 1948, la prigione di Sighet fu riservata agli oppositori politici del governo. Inizialmente, ospitava un gruppo di studenti, alunni e contadini della regione di Maramureş. Molti dei prigionieri sopravvissuti vivono ancora a Sighet ancora oggi.
Nella notte del 5 maggio 1950, oltre cento ex dignitari di tutto il paese furono portati nel penitenziario di Sighet (ex ministri e altri politici, oltre a accademici, economisti, ufficiali dell'esercito e della marina, storici e giornalisti), alcuni di loro condannati a pene pesanti, e altri detenuti senza alcuna forma di processo. La maggior parte aveva più di 60 anni. Molte figure importanti della Romania tra le due guerre morirono in custodia, compreso il capo del Partito Nazionale Contadino e ex primo ministro della Romania, Iuliu Maniu.
Tra il 1950 e il 1955 non furono emessi certificati di morte e alle famiglie del defunto non venne notificato il decesso.

## Memoriale alle vittime del comunismo e della resistenza
Dopo il 1977, il carcere divenne un magazzino di materiali amministrato dall'ufficio del sindaco e lentamente la sua attivitò cessò.
A gennaio del 1993, davanti al Consiglio d'Europa la poetessa Ana Blandiana presentò un progetto per la trasformazione dell'ex prigione in un museo chiamato Memoriale alle vittime del comunismo e della resistenza. Nel 1994, per l'amministrazione del progetto fu istituita la Fondazione Academia Civică; i lavori durarono dall'aprile dello stesso anno e fino al 1997.
Le prime sale e uno spazio di preghiera e silenzio fu inaugurato nel piccolo cortile della prigione il 20 giugno 1997, come tributo a tutti i prigionieri politici morti nelle carceri politiche durante il regime comunista.

## Detenuti
- Aurel Baciu,  sottosegretario di stato al Ministero di giustizia del governo Octavian Goga, deceduto nel carcere nel 1953
- Constantin Argetoianu, ex Primo ministro, è morto nel carcere presumibilmente nel 1952
- Ioan Bălan, vescovo greco-romano di Lugoj
- Dinu Brătianu, politico e storico, morto suicida in carcere nel 1951
- Gheorghe I. Brătianu, politico e storico, leader del Partito Nazionale Liberale-Brătianu
- Daniel Ciugureanu, primo ministro della Repubblica moldava
- Corneliu Coposu, ex segretario di Iuliu Maniu, leader del Partito Nazionale Contadino dopo il 1989
- Anton Durcovici, vescovo della Chiesa cattolica romana di Iași, morto in seguito ai lavori forzati a Sighet nel 1951
- Stan Ghiţescu, vice-president della Camera dei Deputati della Romania (1926), ex Ministro del Lavoro, morto in carcere
- Constantin C. Giurescu, storico, docente all'Università di Bucarest, Governatore reale, Ministro della Propaganda (1939-1940)
- Ion Gruia, docente di diritto costituzionale all'Università di Bucarest, ex Ministro di Giustizia, morto a Sighet
- Pantelimon Halippa, presidente della Commissione che ha votato l'unione della Bessarabia con la Romania nel 1918
- Emil Hațieganu, ex Ministro di stato
- Iuliu Hossu, vescovo greco-romano di Cluj-Gherla
- Alexandru Lapedatu, docente di storia all'Università di Cluj, ex Ministro dei culti e delle arti e Ministro di Stato, ex presidente dell'Accademia rumena, ex presidente del Senato della Romania, è morto a Sighet
- Ilie Lazăr, leader del Partito Nazionale Contadino
- Ioan Lupaş, docente di storia all'Università di Cluj, ex presidente della sezione di storia dell'Accademia di Romania, ex Ministro della Sanità e ex Ministro dei culti e delle arti
- Gheorghe N. Leon, economista e politico, ex Ministro dell'Economia
- Ion Macovei, ex capo delle Ferrovie rumene, ex Ministro dei lavori pubblici e delle comunicazioni, morto a Sighet
- Iuliu Maniu, leader del Partito Nazionale Contadino, ex Primo Ministro rumeno
- Mihail Manoilescu, ex ministro degli esteri, morì a Sighet nel 1950
- Ioan Mihail Racoviţă, generale ed ex Ministro della difesa nel 1944, morì a Sighet
- Ion Manolescu-Strunga, dottore in economia all'Università di Berlino, ex Ministro dell'Industria e del Commercio, morì nel carcere di Sighet
- Ion Mihalache, leader del Partito Nazionale Contadino, ex Ministro dell'interno
- Ion Nistor, storico ed ex Ministro dei culti e delle arti
- Nicolae Păiș, ufficiale di marina, ex ministro
- Constantin Titel Petrescu, leader del Partito Social-Democratico, contrario alla fusione con il Partito Comunista Rumeno
- Mihail Priboianu, ingegnere, ex ministro
- Alexandru Raţiu, autore e sacerdote a Giurtelecu Şimleului
- Alexandru Rusu, vescovo greco-cattolico di Baia Mare
- Joseph Schubert, vescovo titolare della chiesa cattolica romana
- Gheorghe Tașcă - economista, ex Ministro dell'Industria e del Commercio, leader del Partito Nazionale Contadino
- Gheorghe Tătărescu, leader del Partito Nazionale Liberale-Tătărescu, ex Primo ministro della Romania
- Henri Cihoski, generale[4]

## Galleria d'immagini

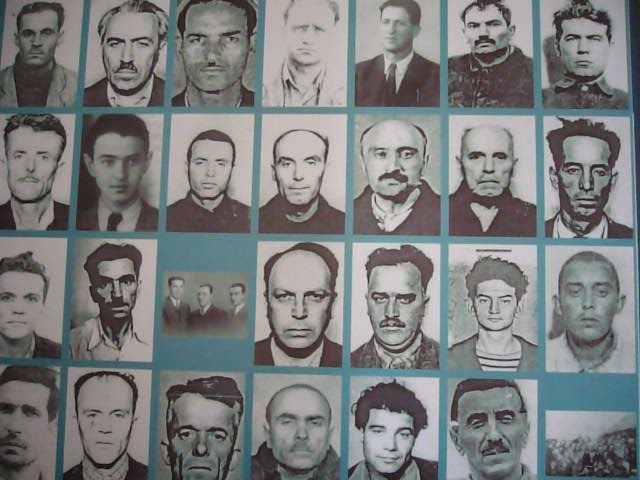
Ex detenuti
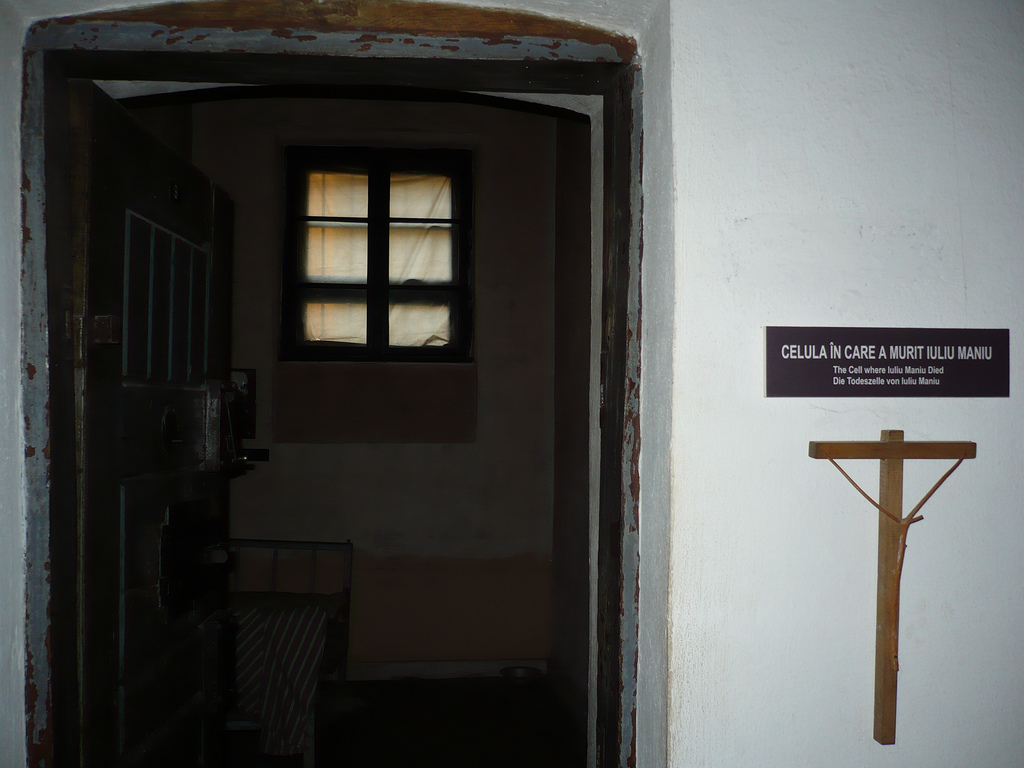
La cella nella quale morì Iuliu Maniu
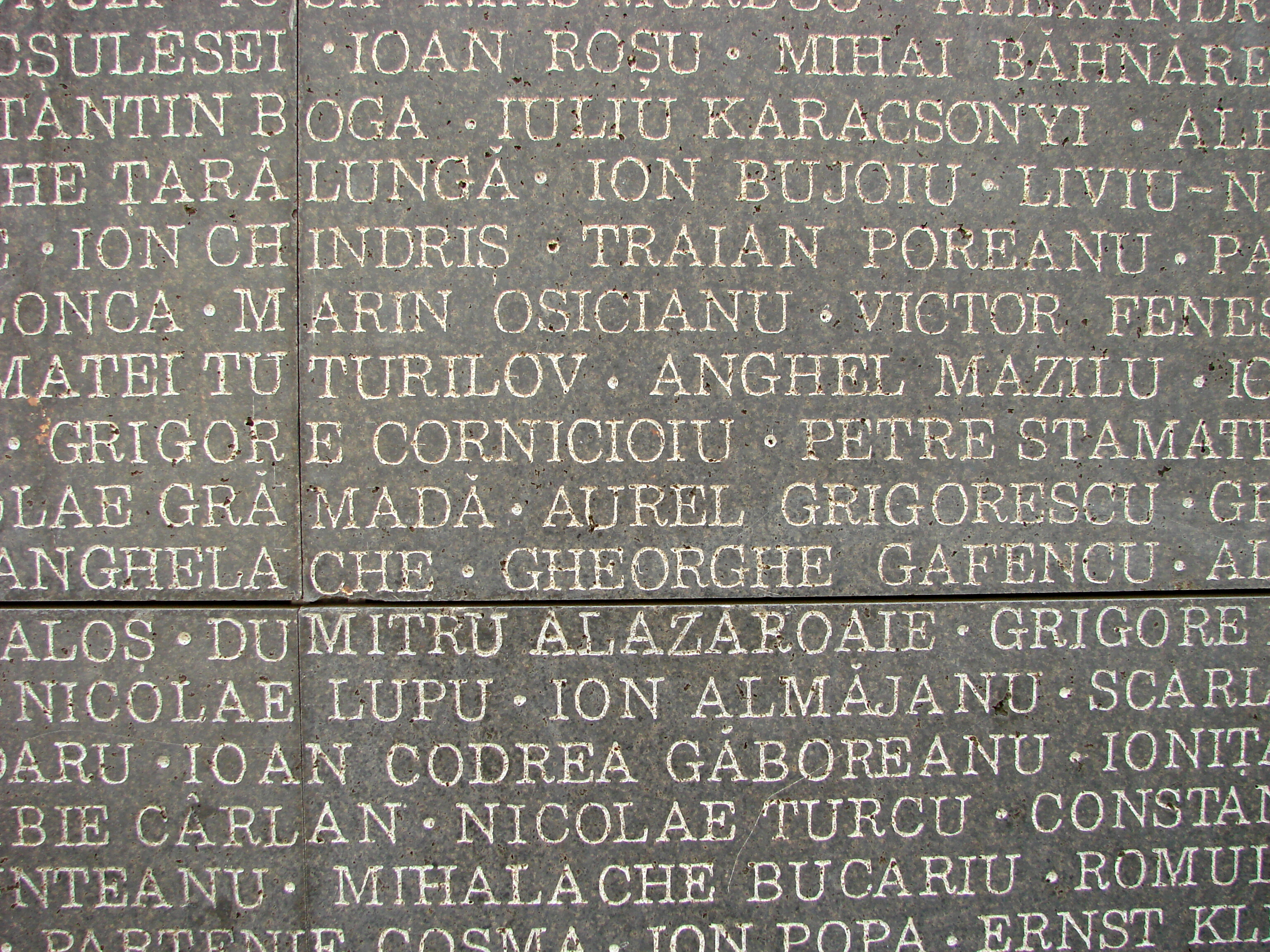
Il nome delle vittime scritte sul muro
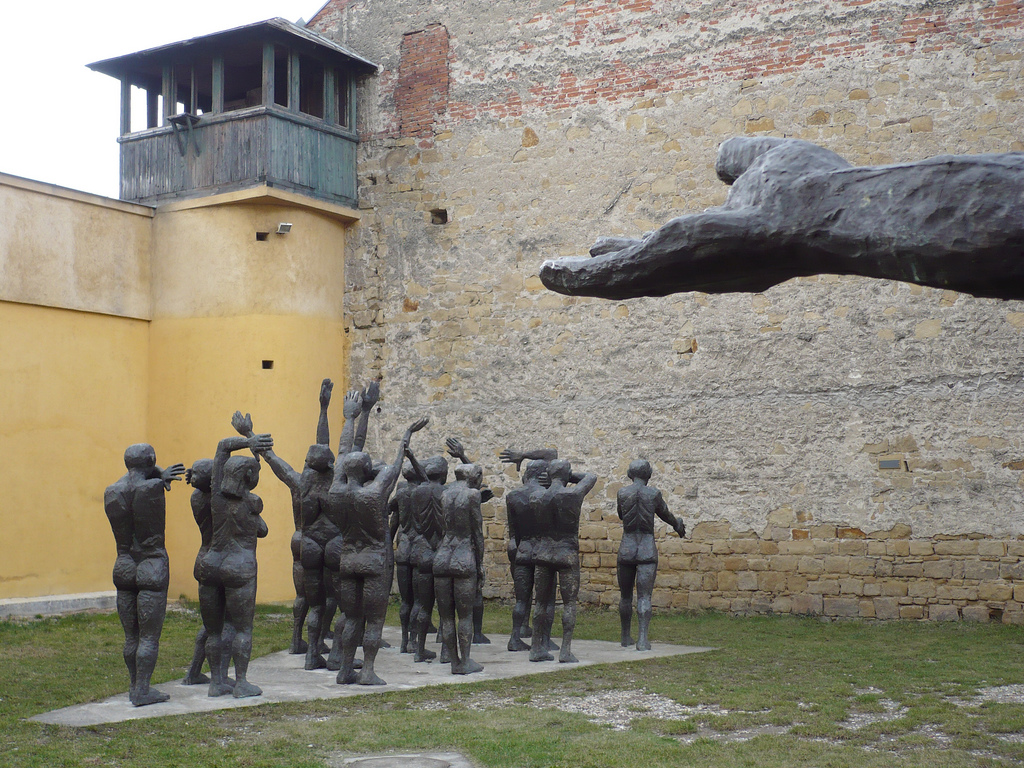
Il gruppo statuario Cortegiul sacrificatilor, realizzato da Aurel Vlad
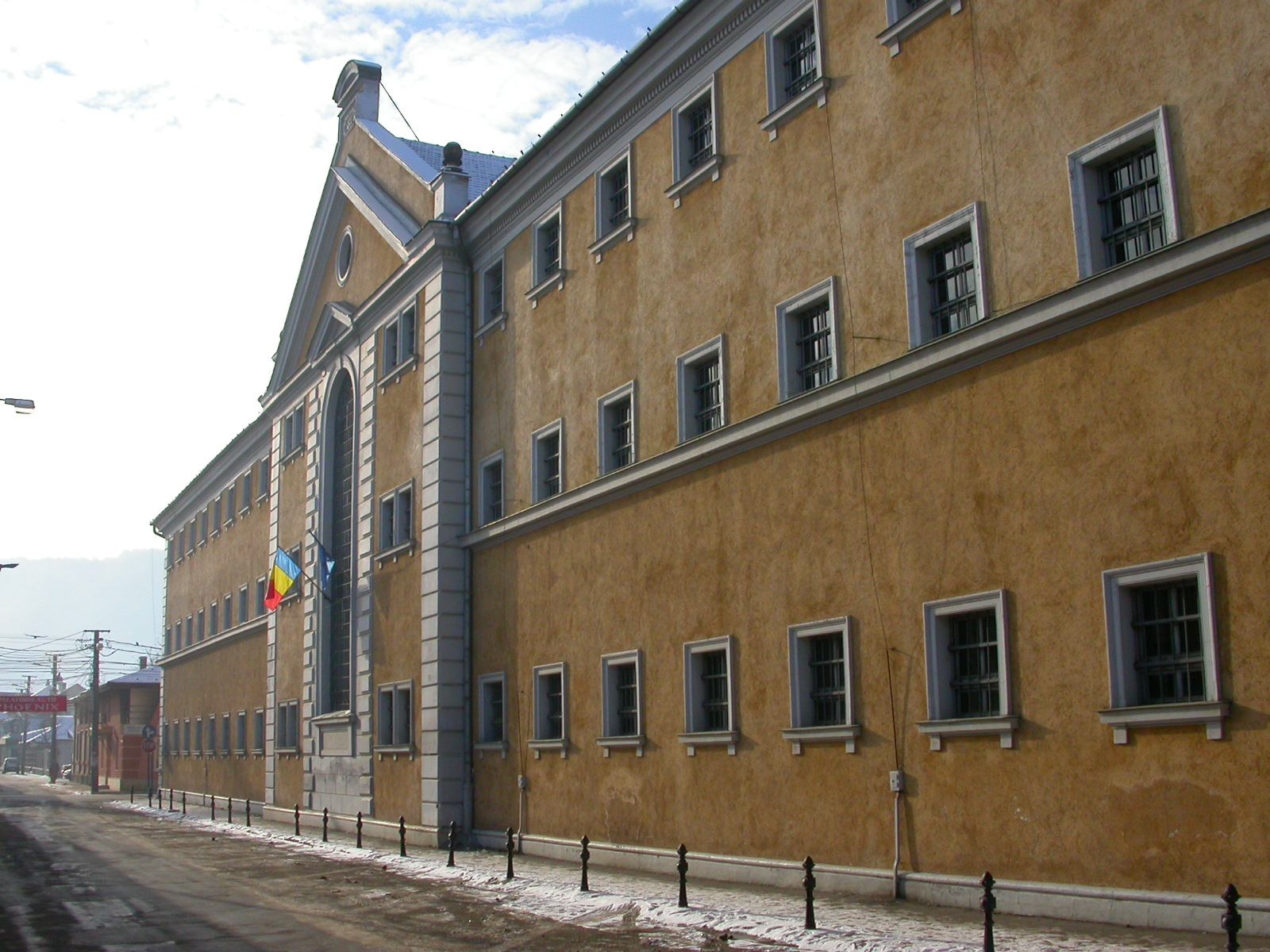
Facciata della prigione